# Stazione di Shiraniwadai
La stazione di Shiraniwadai (白庭台駅?, Shiraniwadai-eki) è una stazione ferroviaria suburbana della linea Kintetsu Keihanna situata nella città di Ikoma nella prefettura di Nara in Giappone. Essendo la linea Keihanna sostanzialmente un prolungamento della linea Chūō della metropolitana di Osaka, quasi tutti i treni continuano verso il centro di Osaka.

## Struttura
La stazione è dotata un marciapiede a isola centrale con due binari su viadotto.
| 1 | ● Linea Kintetsu Keihanna |  | Per e Gakken Nara-Tomigaoka                                  |
| 2 | ● Linea Kintetsu Keihanna |  | Per Ikoma, Nagata e, via linea Chūō, Hommachi, e Cosmosquare |

## Stazioni adiacenti
| «                       | Servizio                | »                       |
| Linea Kintetsu Keihanna | Linea Kintetsu Keihanna | Linea Kintetsu Keihanna |
| ----------------------- | ----------------------- | ----------------------- |
| Ikoma                   | Locale                  | Gakken Kita-Ikoma       |